# Rozzano
Rozzano – miejscowość i gmina we Włoszech, w regionie Lombardia, w prowincji Mediolan.
Według danych na rok 2004 gminę zamieszkiwały 35 524 osoby, 2960,3 os./km².